# Каталитический крекинг
Каталитический крекинг — термокаталитическая переработка нефтяных фракций с целью получения компонента высокооктанового бензина, легкого газойля и непредельных жирных газов.
Каталитический крекинг — один из важнейших процессов, обеспечивающих глубокую переработку нефти. Внедрению каталитического крекинга в промышленность в конце 30-х гг. XX в. (США) способствовало создание эффективного, с большим сроком службы катализатора на основе алюмосиликатов (Э. Гудри, 1936 г). Основное достоинство процесса — большая эксплуатационная гибкость: возможность перерабатывать различные нефтяные фракции с получением высокооктанового бензина и газа, богатого пропиленом, изобутаном и бутенами; сравнительная легкость совмещения с другими процессами, например, с алкилированием, гидрокрекингом, гидроочисткой, адсорбционной очисткой, деасфальтизацией и т. д. Такой универсальностью объясняется весьма значительная доля каталитического крекинга в общем объёме переработки нефти.

## Сырьё
В настоящее время сырьем каталитического крекинга служит вакуумный газойль — прямогонная фракция с пределами выкипания 350—500°С. Конец кипения определяется, в основном, содержанием металлов и коксуемостью сырья, которая не должна превышать 0,3 %. Фракция подвергается предварительной гидроочистке для удаления сернистых соединений и снижения коксуемости. Также у ряда компаний (UOP, IFP) имеется ряд разработанных процессов каталитического крекинга тяжелых фракций — например, мазута (с коксуемостью до 6-8 %). Также в качестве сырья используют остаток гидрокрекинга, в качестве компонентов сырья возможно использование деасфальтизатов, петролатумов, фильтратов обезсмасливания гачей Архивная копия от 17 апреля 2021 на Wayback Machine.

## Условия процесса
- Реактор

Кратность циркуляции катализатора к сырью — 10:1 (для установок с лифт-реактором), 
Температура — 510—540 °C, 
Давление — 0,5-2 атм
- Регенератор

Температура — 650—730 °C, давление — 1-3 атм   

## Катализатор
На установках прошлого поколения использовался аморфный шариковый катализатор. Представляет собой шарики 3-5 мм с площадью поверхности 200 м²/гр.
В настоящее время используется цеолитсодержащий микросферический катализатор (размер частиц 35-150 мкм). Площадь поверхности 300-400 м²/гр. Он представляет собой крекирующий цеолитный компонент, нанесенный на аморфную алюмосиликатную матрицу. Содержание цеолита не превышает 30%. В качестве цеолитного компонента используется ультрастабильный цеолит Y, иногда с добавками цеолита ZSM-5 для увеличения выхода и октанового числа бензина. Ряд компаний при приготовлении катализатора также вводят в цеолит редкоземельные металлы. В катализаторе крекинга также содержатся добавки, уменьшающие истирание катализатора, а также промоторы дожига СО, образующегося в регенераторе при выжиге кокса, до СО2.

## Типы реакторов
Различают установки по организации процесса:
- Периодические (реакторы Гудри). Через нагретый стационарный слой катализатора пропускают сырье и, после того как он закоксуется, реактор ставят на регенерацию;
- Непрерывной регенерации. Из реактора выводится закоксованный катализатор, с поверхности которого выжигается кокс в отдельном аппарате и возвращается в реактор. После регенерации катализатор сильно нагрет, чего хватает для процесса крекинга, поэтому процесс каталитического крекинга не нуждается в подводе внешнего тепла.

Установки непрерывной регенерации подразделяются:
- Реакторы с движущимся слоем катализатора. Слой шарикового катализатора движется сверху вниз по реактору навстречу поднимающимся парам сырья. При контакте происходит крекинг, катализатор через низ отправляется на регенерацию, продукты на разделение. Регенерация протекает в отдельном аппарате с помощью воздуха; при этом выделяющееся при сгорании кокса тепло используют для генерации пара. Типовая установка - 43-102.
- Реакторы с кипящим слоем катализатора. Микросферический катализатор витает в потоке паров сырья. По мере закоксовывания частицы катализатора тяжелеют и падают вниз. Далее катализатор выводится на регенерацию, которая проходит также в кипящем слое, а продукты идут на разделение. Типовые установки - 1А/1М, 43-103.
- Реакторы с лифт-реактором. Нагретое сырье в специальном узле ввода диспергируется и смешивается с восходящим потоком катализатора в специальном узле. Далее смесь катализатора и продуктов крекинга разделяется в кипящем слое сепаратора специальной конструкции. Остатки продуктов десорбируются паром в десорбере. Время контакта сырья и катализатора составляет несколько секунд. Типовая установка - Г-43-107.
- Миллисеконд. Характерная особенность процесса - отсутствие лифт-реактора. Катализатор поступает в реактор нисходящим потоком, в катализатор перпендикулярно направлению его движения впрыскиваются пары сырья. Общее время реакции составляет несколько миллисекунд, что позволяет, повысив соотношение катализатор:сырье, добиться повышения выхода бензиновой фракции вплоть до 60-65%

На данный момент наиболее совершенными являются лифт-реакторы. Выход бензина на них составляет 50-55% с октановым числом 91-92,5 , тогда как у реакторов с кипящим слоем выход бензина 49-52% с октановым числом 90/92,5.
|  | Установка каталитического крекинга 1А/1М на Рязанском нефтеперерабатывающем заводе |

## Продукты
Типичный материальный баланс процесса каталитического крекинга гидроочищенного вакуумного газойля
| Продукция                                       | Выход % на сырье |
| ----------------------------------------------- | ---------------- |
| Взято всего:                                    | 100              |
| Гидроочищенный вакуумный газойль (Фр.350-500°С) | 100              |
| Получено всего:                                 | 100              |
| H2 (водород)                                    | 0,04             |
| СН4 (метан)                                     | 0,25             |
| C2H6 (этан)                                     | 0,23             |
| C2H4 (этилен)                                   | 0,36             |
| C3H8 (пропан)                                   | 0,85             |
| С3H6 (пропилен)                                 | 2,73             |
| C4H10 (бутан)                                   | 0,89             |
| C4H8 (бутены)                                   | 2,5              |
| (СН3)3СН (изобутан)                             | 4,20             |
| бензиновая фракция (ОЧИ-91/92)                  | 58,62            |
| газойль (легкий+тяжелый)                        | 27,17            |
| Кокс + потери                                   | 2,17             |

## Качество продуктов

### Газ
Газ каталитического крекинга наполовину состоит из непредельных углеводородов, в основном, пропилена и бутенов. Также присутствуют значительные количества изобутана. Благодаря этому бутан-бутиленовая фракция газа используется как сырье процесса алкилирования с целью получения высокооктанового бензина. Пропан-пропиленовая фракция используется для выделения пропилена для производства полипропилена. Ввиду большой суммарной мощности установок каталитического крекинга, доля пропилена, вырабатываемого в процессе, составляет до 15% от его общего производства. Сухой газ (водород, метан, этан) используется в качестве топлива в печах заводских установок.

### Бензин
В процессе каталитического крекинга вырабатывается высокооктановый бензин с ОЧИ 88-91 пунктов. Кроме того, бензин содержит менее 1% бензола и 20-25% ароматических углеводородов, что дает возможность использовать его для приготовления бензинов согласно последним нормам Евросоюза (Евро-4, Евро-5). Основной недостаток бензина каталитического крекинга - высокое содержание непредельных углеводородов (до 30%) и серы (0,1-0,5%), что очень плохо влияет на стабильность топлива при хранении. Бензин быстро желтеет из-за полимеризации и окисления олефинов и потому не может применяться без смешения с другими бензиновыми фракциями.

### Лёгкий газойль
Легким газойлем каталитического крекинга считается фракция 200-270°С (реже 200-320 или 200-350). В ней содержится большое количество ароматических углеводородов, что приводит к низкому цетановому числу ( как правило, не выше 20-25). Кроме того, даже при условии предварительной гидроочистки сырья, в легком газойле содержится значительное количество сернистых соединений (0,1-0,5%). Из-за этого легкий газойль не может использоваться в больших количествах для приготовления дизельного топлива. Рекомендуемое его содержание в дизельном топливе - до 20% (в случае, если в топливе имеется запас по содержанию серы и цетановому числу). Другое применение легкого газойля - снижение вязкости котельных топлив, судовое топливо и производство сажи.

### Тяжёлый газойль
Тяжёлый газойль каталитического крекинга — это фракция, начинающая кипеть выше 270 °C (реже 320, 350 °C). Из-за большого содержания полициклических ароматических углеводородов эта фракция (при определённом содержании серы) является прекрасным сырьём процесса коксования с получением высококачественного игольчатого кокса. При невозможности утилизировать фракцию этим путём, её используют как компонент котельного топлива.